# Józan Miklós
Józan Miklós (Tordatúr, 1869. december 6. – Kolozsvár, 1946. január 7.) unitárius lelkész, erdélyi magyar unitárius püspök 1941-től haláláig, költő, szónok, műfordító.

## Életútja
Középiskoláit a Kolozsvári Unitárius Kollégiumban végezte (1887), tanulmányait az intézet keretei közt működő teológián folytatta; közben a kolozsvári egyetem rendkívüli hallgatójaként bölcseleti, pedagógiai és irodalomtörténeti képzésben részesült. Tanulmányait az angliai New College-ban fejezte be (1895). Torockón, majd Budapesten volt lelkész, ahol megalapította és szerkesztette az Unitárius Értesítőt. 1941-től haláláig kolozsvári unitárius püspök.
Gondolkodására Rabindranáth Tagore és Lev Tolsztoj művei voltak hatással. Fiatalkori versei a népnemzeti líra epigon vonulatába tartoznak, később alkalmi verseket, ünnepi ódákat írt; több versét meg is zenésítette. A 2. századtól a 20. századig élt híres szerzők költeményeit, példázatait fordította angolból magyarra, néhány magyar verset angolul tolmácsolt. A Keresztény Magvető munkatársa, a kolozsvári Unitárius Füzetek néhány számát ő fordította angolból.

## Munkái
- A fejedelem és papja (előadások János Zsigmondról és Dávid Ferencről, ódák. Budapest, 1940)
- Szemtől szembe. Rádiós beszédek és alkalmi előadások (Kolozsvár, 1942)
- Aratás (versek, előadások, műfordítások, Kolozsvár, 1943)